# San Lázaro Etla
San Lázaro Etla är en ort i Mexiko.   Den ligger i kommunen Reyes Etla och delstaten Oaxaca, i den sydöstra delen av landet, 300 km sydost om huvudstaden Mexico City. San Lázaro Etla ligger 1 634 meter över havet och antalet invånare är 883.
Terrängen runt San Lázaro Etla är varierad. Runt San Lázaro Etla är det mycket tätbefolkat, med 2 431 invånare per kvadratkilometer. Närmaste större samhälle är Oaxaca de Juárez, 19,9 km sydost om San Lázaro Etla. Omgivningarna runt San Lázaro Etla är en mosaik av jordbruksmark och naturlig växtlighet.